# Luchthaven Monastir
Luchthaven Monastir (IATA: MIR, ICAO: DTMB ) is een luchthaven bij Monastir, Tunesië. Het vliegveld wordt met name gebruikt voor het vervoer van toeristen naar Monastir en Sousse en omgeving. 